# Thompsonirhinus clavatus
Thompsonirhinus clavatus is een keversoort uit de familie Rhynchitidae. De wetenschappelijke naam van de soort is voor het eerst geldig gepubliceerd in 1883 door Pascoe.